# 達月駅
達月駅（タロルえき）は大韓民国京畿道始興市月串洞にある、韓国鉄道公社（KORAIL）水仁・盆唐線の駅である。1994年9月1日に水仁線の事業中断と共に廃止されたが、2014年12月27日に再開業した。

## 歴史
- 1965年5月1日 - 無配置無人駅で営業開始[1]。
- 1994年9月1日 - 廃止。
- 2014年10月1日 - 開業予告通知[2]。
- 2014年12月27日 - 再開業。

## 駅構造
相対式ホーム2面2線を有している。現在、フルスクリーンタイプのホームドアが設置されている。

### のりば
| 1 | 水仁・盆唐線 | 仁川論峴・延寿・仁川方面 |
| 2 | 水仁・盆唐線 | 烏耳島・水原・往十里方面 |

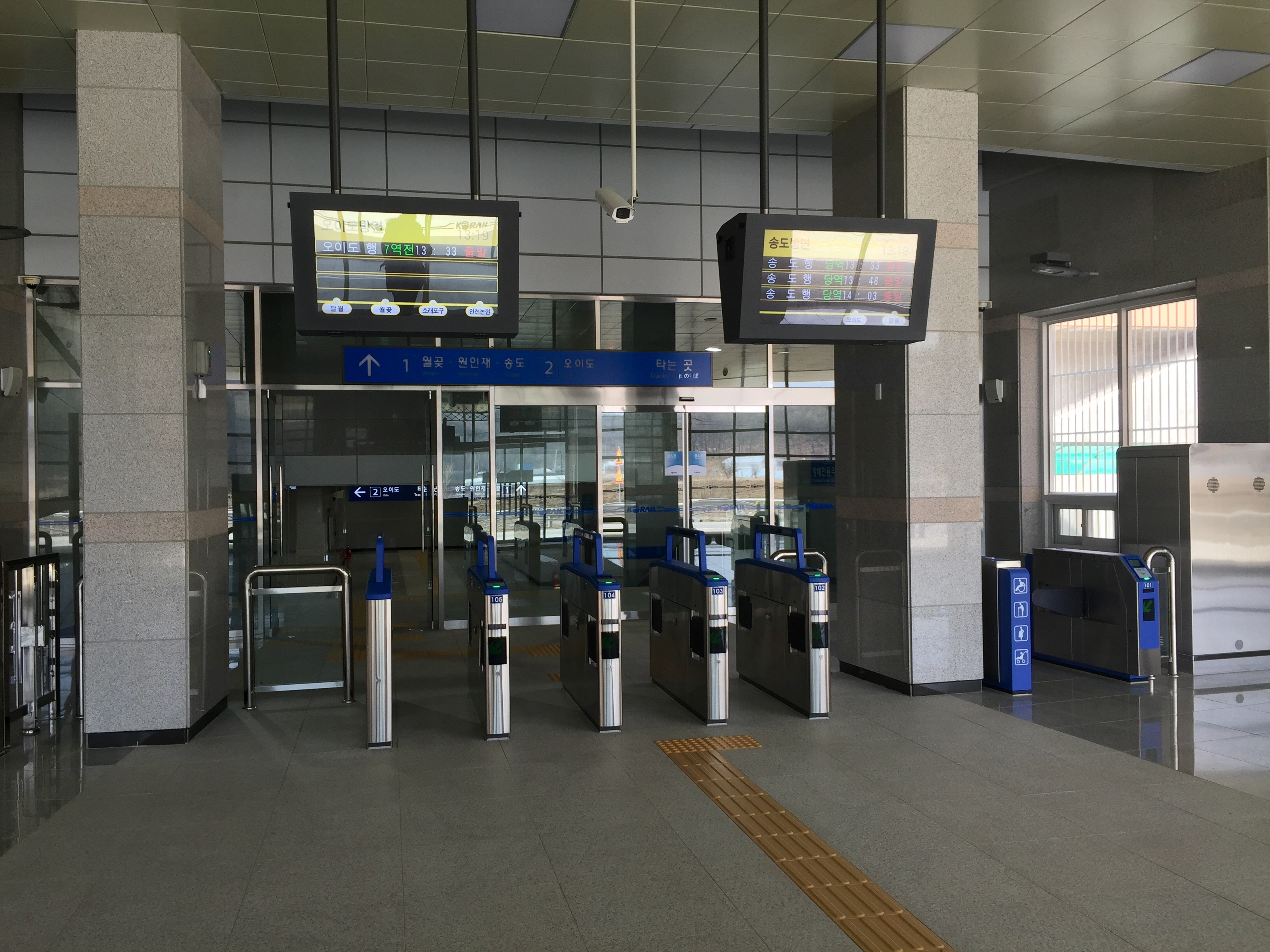
改札
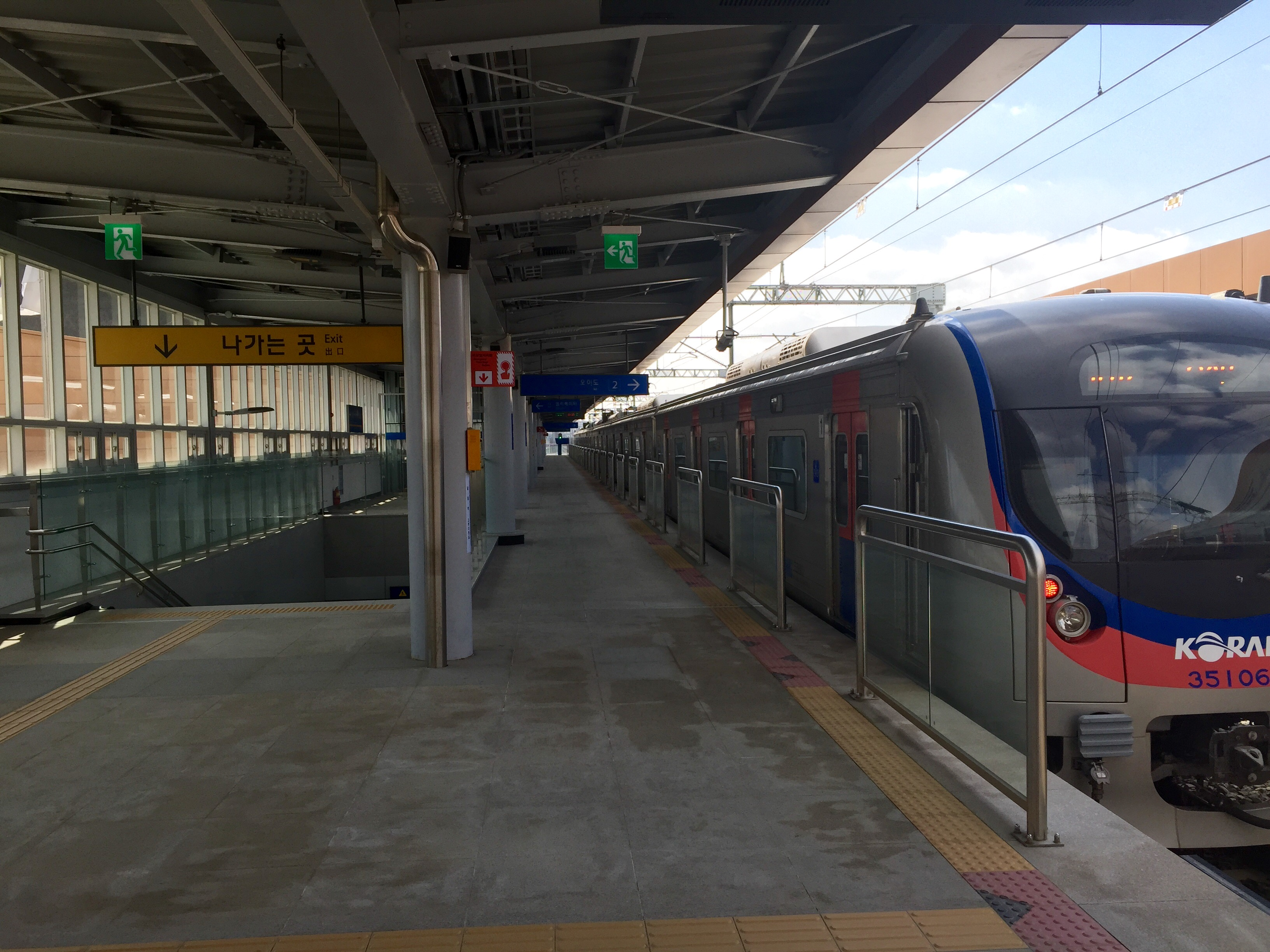
プラットホーム
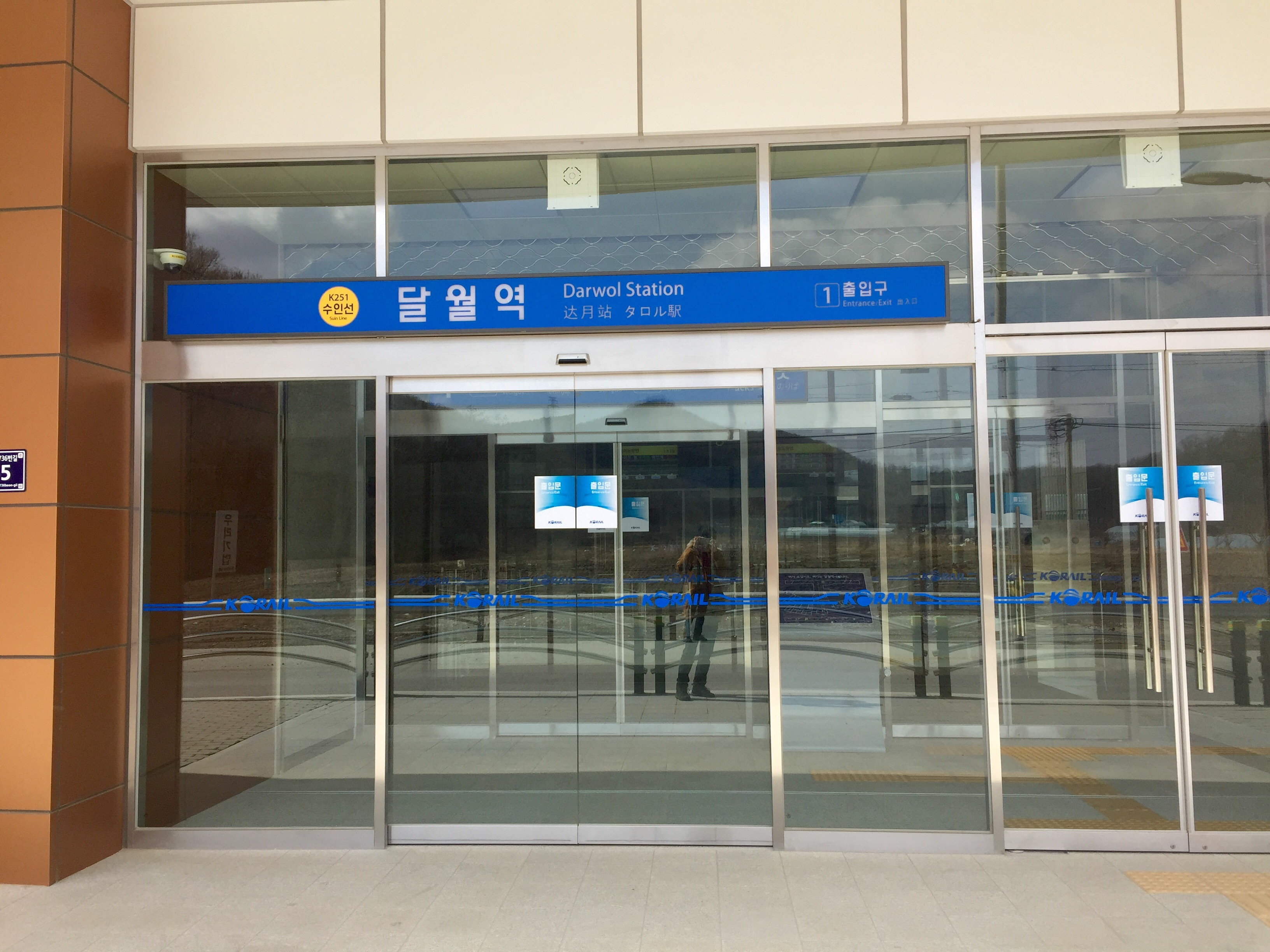
1番出入口
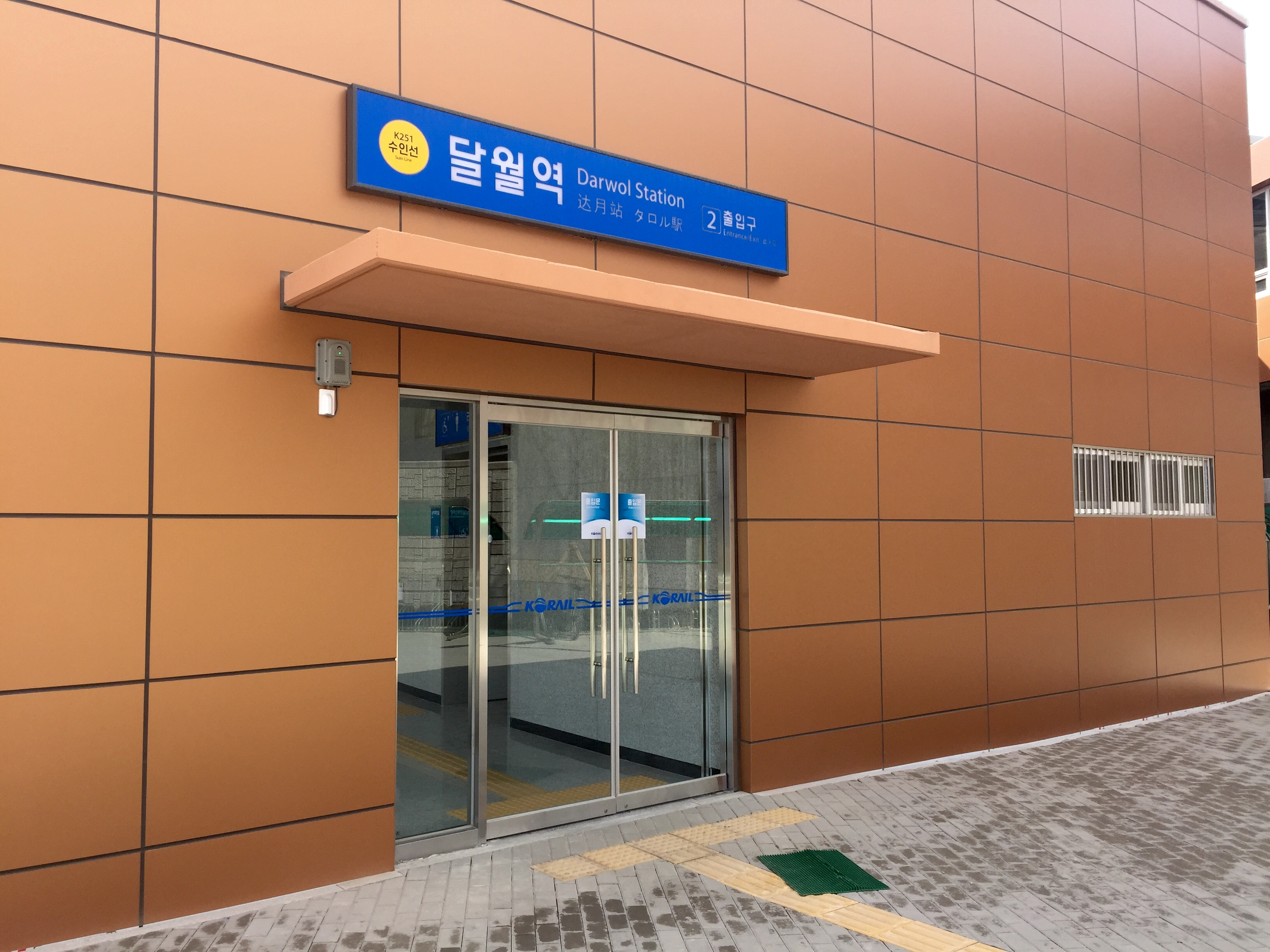
2番出入口

## 利用状況
近年の一日平均利用人員推移は下記のとおり。なお、2014年は開業日の12月28日から12月31日までの4日間の平均である。
| 路線         | 路線     | 2010年 | 2011年 | 2012年 | 2013年 | 2014年 | 2015年 | 2016年 | 2017年 | 2018年 | 2019年 | 出典  |
| ------------ | -------- | ------ | ------ | ------ | ------ | ------ | ------ | ------ | ------ | ------ | ------ | ----- |
| 水仁・盆唐線 | 乗車人員 | 未開業 | 未開業 | 未開業 | 未開業 | 89     | 83     | 107    | 130    | 105    | 75     | [ 3 ] |
| 水仁・盆唐線 | 降車人員 | 未開業 | 未開業 | 未開業 | 未開業 | 91     | 68     | 87     | 101    | 75     | 56     | [ 3 ] |
| 路線         | 路線     | 2020年 | 2021年 | 2022年 | 2023年 |        |        |        |        |        |        |       |
| 水仁・盆唐線 | 乗車人員 | 66     | 80     | 93     | 97     |        |        |        |        |        |        |       |
| 水仁・盆唐線 | 降車人員 | 50     | 59     | 68     | 68     |        |        |        |        |        |        |       |

## 駅周辺
- 新世界プレミアムアウトレット始興店（朝鮮語版）
  - ノーブランド専門店 始興アウトレット店
  - ブックリブロ（朝鮮語版） 始興店
- 始興車輛事業所（朝鮮語版）

## 隣の駅
韓国鉄道公社
 水仁・盆唐線
急行
通過
緩行
烏耳島駅 (K258) - 達月駅 (K259) - 月串駅 (K260)